# Owyheeite
L'owyheeite è un minerale.